# Мурзинка (Новоуральський міський округ)
Мурзи́нка (рос. Мурзинка) — селище у складі Новоуральського міського округу Свердловської області.
Населення — 236 осіб (2010, 144 у 2002).
Національний склад станом на 2002 рік: росіяни — 89 %.